# Кабінда (футбольний клуб)
Футебол Клубе де Кабінда або просто ФК «Кабінда» (Кабінда) (порт. Futebol Clube de Cabinda) — професіональний ангольський футбольний клуб, який знаходиться в Кабінді. Проводить домашні матчі на стадіоні «Ештадіу Насьйональ ду Чіазі» в Кабінді.

## Історія клубу
Клуб було створено як закордонну філію ФК «Порту», тому він використовує однакові кольори.
Тривалий час команда не може виграти жодного національного турніру. Тому головним успіхом клубу можна вважати вихід до фіналу Кубку Анголи в 1988 році. «Кабінда» у тому матчі зазнавла поразки від «Саграда Есперанси» з рахунком 0:2.
Після закінчення сезону 2002 року на дванадцятому місці, клуб вилетів до другого дивізіону, в Гіра Ангола. 2009 року клубу вдалося повернутися. Після двох сезонів у Гіраболі, команда закінчила сезон 2011 року на 14-ій позиції та вилетіла з вищого до другого дивізіону.
Останнього разу «Кабінда» грала у Гіраболі в 2011 році.

## Стадіон
Клуб приймає суперників на стадіоні «Ештадіу Насьйональ ду Чіазі» в Кабінді. Стадіон був побудований до Кубку Африканських націй 2010 та може вмістити 20 000 глядачів.

## Досягнення
- Гіра Анголи (Серія A):
  -  Срібний призер (1): 2009
  -  Бронзовий призер (1): 2007

- Кубок Анголи:
  -  Фіналіст (1): 1988

## Статистика виступів у національних чемпіонатах
| 1999 ГБ | 2000 ГБ | 2001 ГБ | 2002 ГБ | 2007 ГА A | 2009 ГА A | 2010 ГБ | 2011 ГБ | 2012 ГА A | 2013 ГА A | 2015 ГА A |
|         |         |         |         |           |           |         |         |           |           |           |
|         |         |         |         |           | 2-ге      |         |         |           |           |           |
|         |         |         |         | 3-тє      |           |         |         |           |           |           |
|         |         |         |         |           |           |         |         |           |           |           |
|         |         |         |         |           |           |         |         |           |           |           |
|         |         |         |         |           |           |         |         |           |           |           |
|         |         |         |         |           |           |         |         |           |           |           |
|         |         |         |         |           |           |         |         |           | 8-ме      |           |
| 9-те    |         |         |         |           |           |         |         |           |           |           |
|         |         |         |         |           |           |         |         | 10-те     |           |           |
|         | 11-те   | 11-те   |         |           |           |         |         |           |           |           |
|         |         |         | 12-те   |           |           | 12-те   |         |           |           |           |
|         |         |         |         |           |           |         |         |           |           |           |
|         |         |         |         |           |           |         | 14-те   |           |           |           |

Примітки: ГБ = Гірабола (перший дивізіон); ГА = Гіра Ангола (другий дивізіон)
Рейтинг червоного кольору означає, що клуб вилетів зі змагань

## Відомі тренери
| Жоау Меланштон             |                |   |                |
| Ернесту Кастанейра         | (липень 2001)  | – | (травень 2002) |
| Альберту Фернандеш         | (травень 2002) | – |                |
| Андре Бінда                | (2008)         | – |                |
| Джалма Кавальканті         |                | – | (жовтень 2009) |
| Андре Бінда                | (Oct 2009)     | – | (Jul 2010)     |
| Жоау Машаду                | (липень 2010)  | – | (жовтень 2011) |
| Андре Бінда                | (жовтень 2011) | – |                |
| Карлуш Домінгуш Хоссі Дуве | (січень 2015)  | – |                |